# Sven Jung
Sven Jung (* 5. Januar 1995 in Oberthal) ist ein Schweizer Eishockeyspieler, der seit November 2013 beim HC Davos aus der Schweizer National League unter Vertrag steht und dort auf der Position des Verteidigers spielt.

## Karriere
Jung, dessen Familie mütterlicherseits schwedischer Abstammung ist, spielte in den Juniorenabteilungen des EHC Brandis und SC Langnau. Im Sommer 2010 wechselte der Verteidiger nach Kanada zu den Notre Dame Argos Midget in das unterklassige System des dortigen Junioreneishockeys, wo er bis 2013 spielte. Zu Beginn der Saison 2013/14 stand er im Kader der Rio Grande Valley Killer Bees in der US-Juniorenliga North American Hockey League (NAHL), kam aufgrund einer Schulterblessur aber nur zu wenigen Einsätzen, ehe er sich im November 2013 dem HC Davos anschloss.
In der Folgesaison 2014/15 gab er für den HCD sein Debüt in der National League A (NLA) und wurde während des Spieljahres im Januar 2015 leihweise zum SC Bern geschickt, für den er zwei Liga- und ein Pokalspiel absolvierte. Mit Beginn der Spielzeit 2015/16 gehörte Jung wieder fest zum Kader der Davoser.

### International
Nachdem Jung im Juniorenbereich vom Schweizer Verband für große Turniere unberücksichtigt geblieben und zwischen 2010 und 2015 lediglich in Testspielen zum Einsatz gekommen war, debütierte er im Verlauf der Saison 2019/20 in der Schweizer A-Nationalmannschaft. Bei der Weltmeisterschaft 2024 stand der Verteidiger erstmals bei einem bedeutenden Turnier im Kader. Mit dem Gewinn der Silbermedaille war er dabei Teil eines der grössten Erfolge der Schweizer Eishockey-Geschichte.

## Erfolge und Auszeichnungen
- 2015 Schweizer Cupsieger mit dem HC Davos
- 2023 Spengler-Cup-Gewinn mit dem HC Davos
- 2024 Silbermedaille bei der Weltmeisterschaft

## Karrierestatistik
Stand: Ende der Saison 2024/25

### International
Vertrat die Schweiz bei:
- Weltmeisterschaft 2024

(Legende zur Spielerstatistik: Sp oder GP = absolvierte Spiele; T oder G = erzielte Tore; V oder A = erzielte Assists; Pkt oder Pts = erzielte Scorerpunkte; SM oder PIM = erhaltene Strafminuten; +/− = Plus/Minus-Bilanz; PP = erzielte Überzahltore; SH = erzielte Unterzahltore; GW = erzielte Siegtore; 1 Play-downs/Relegation; Kursiv: Statistik nicht vollständig)